# شهرستان هارت (جورجیا)
شهرستان هارت، جورجیا (به انگلیسی: Hart County, Georgia) یک سکونتگاه مسکونی در ایالات متحده آمریکا است که در جورجیا واقع شده‌است.